# Bicosoecida

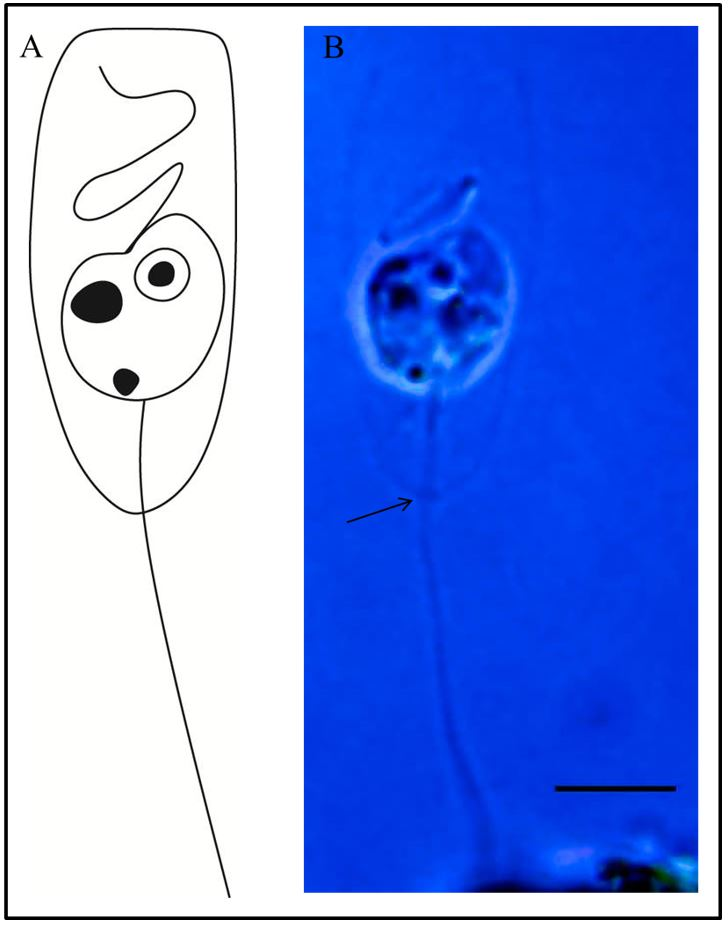
Bicosoeca vacillans (A) Schemazeichnung (B) Mikrophoto, der Pfeil zeigt auf das Filament an der Basis der Lorica. Balken 5 µm.

Die Bicosoecida sind eine Gruppe von Flagellaten innerhalb der Stramenopilen. 
Es sind Einzeller, die einzeln oder in Kolonien leben. Dreiteilige Mastigonemen sind vorhanden oder fehlen. Plastiden fehlen. Sie ernähren sich phagotroph über Cytostomen (Zellmünder). Diese werden durch breite Mikrotubuli-Wurzeln gestützt. Manche Arten besitzen eine Lorica.
Die Arten leben überwiegend am Boden von Gewässern, häufig heften sie sich mit dem hinteren Flagellum am Substrat fest. 

## Systematik
Die Gruppe gehört aufgrund ihrer heterokonten Begeißelung zu den Stramenopilen. Zu den Bicosoecida zählen folgende Gattungen:
- Adriamonas
- Bicosoeca
- Cafeteria
- Cyathobodo
- Pseudobodo
- Pseudodendromonas
- Siluania